# SN 2005dd
SN 2005dd – supernowa typu II odkryta 1 sierpnia 2005 roku w galaktyce UGC 2062. W momencie odkrycia miała maksymalną jasność 18,60m.